# Rhipidura superciliaris
El abanico azul de Mindanao (Rhipidura superciliaris) es una especie de ave paseriforme de la familia Rhipiduridae endémica del sur de Filipinas. Anteriormente era considerado conespecífico del abanico azul de las Bisayas.

## Distribución y hábitat
Es endémico de las islas de Mindanao y Basilan. Su hábitat natural son los bosques húmedos tropicales.